# Giulio Tasca
Giulio Tasca (Seriate, 28 febbraio 1836 – Seriate, 8 ottobre 1902) è stato un patriota e filantropo italiano.

## Biografia
Giulio Cesare Tasca figlio di Ottavio Tasca, nacque dalle seconde nozze del padre. Sua madre era la cantante lirica Elisa Taccani.
Appena tredicenne nel 1849 seguì il padre in esilio e al rientro (1856), oltre ad amministrare il patrimonio di famiglia, si dedicò ad opere di carità.
Dopo essere stato per molti anni amministratore e mecenate del Luogo Pio Bolognini, nel 1902 morì nominando eredi di tutte le sue sostanze la stessa istituzione e l’asilo infantile annesso, inaugurato nel 1900.

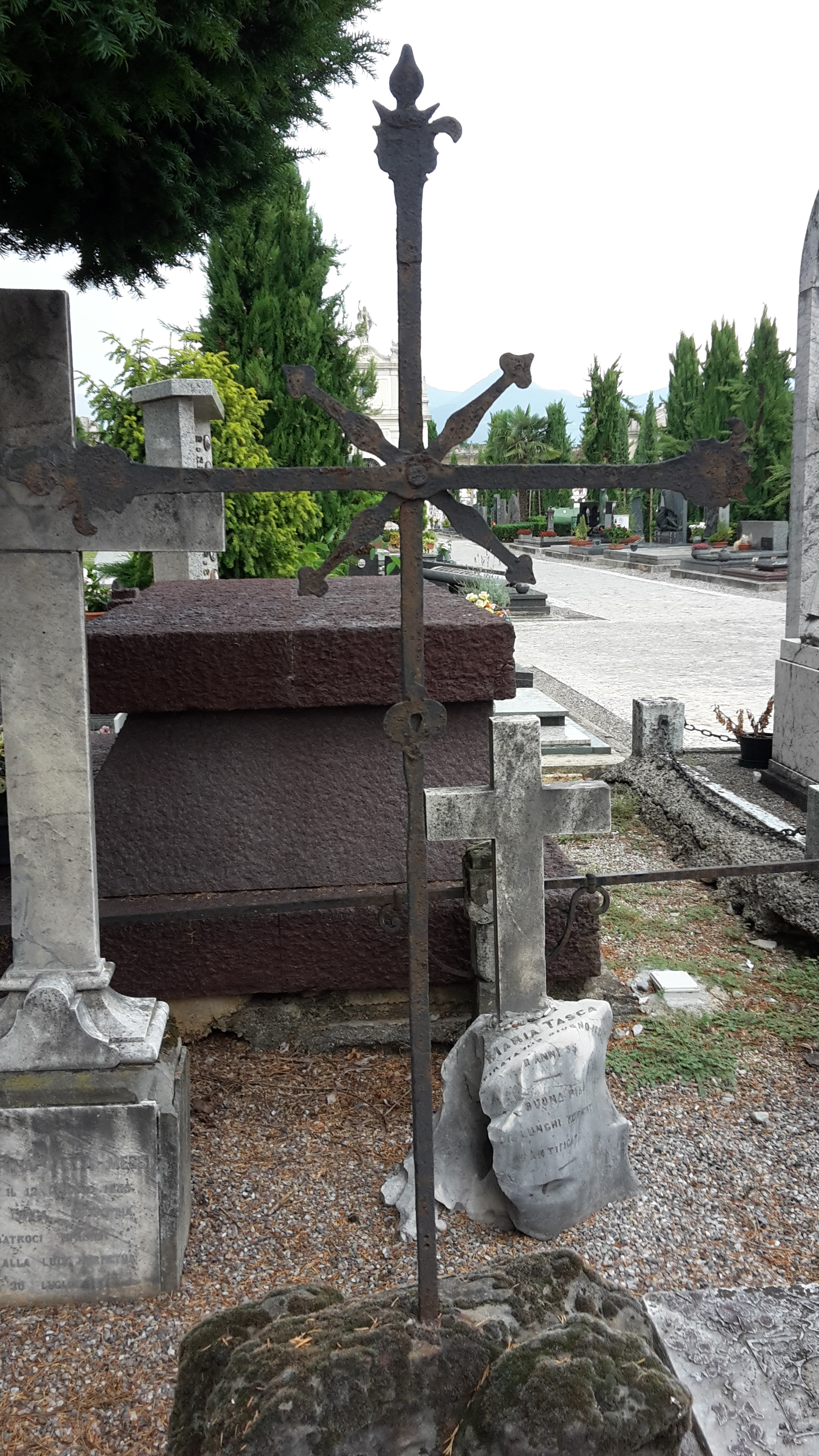
Croce della cupola della Chiesa dei Morti delle Ghiaie situata sulla tomba del conte Giulio Tasca nel cimitero di Seriate